# 2010年亚洲残疾人运动会五人制足球比赛
2010年亚洲残疾人运动会五人制足球比赛于12月13日至12月18日在中国广州奥体曲棍球场举行，此次比赛共分为1个小项，共有5支球队参加。

## 獎牌統計
| 排名 | 国家／地区  | 金牌 | 银牌 | 铜牌 | 總數 |
| ---- | ----------- | ---- | ---- | ---- | ---- |
| 1    | 中国（CHN） | 1    | 0    | 0    | 1    |
| 2    | 伊朗（IRI） | 0    | 1    | 0    | 1    |
| 3    | 韩国（KOR） | 0    | 0    | 1    | 1    |
| 總計 | 總計        | 1    | 1    | 1    | 3    |

## 各項成績
| 項目             | 金牌                                                                                              | 银牌 | 铜牌                                                                                                  |
| 五人制(男子)足球 | 中国（CHN） · 许华楚 · 陈山勇 · 李孝强 · 俞裕锬 · 高凯 · 高天齐 · 王周彬 · 郑文发 · 王亚峰 · 牛磊 | 伊朗（IRI） · 莫尔塔扎·马布迪·达利万德 · 阿米尔·普尔拉扎维·哈夫德 · 坎比兹·穆赫卡姆·纳什提凡 · 马格苏德·戈利扎德·阿卜杜勒 · 穆罕默德-礼萨·贾利利 · 阿卜杜勒-哈米德·沙勒哈维扎德 · 穆罕默德·海德里 · 艾哈迈德-礼萨·沙阿·侯赛尼·阿尔德 · 侯赛因·拉杰卜·普尔 · 阿斯加尔·鲁希 | 韩国（KOR） · 金尚元 · 朴正浩 · 章英俊 · 尹正锡 · 申润哲 · 朴承宇 · 吴永均 · 河智永 · 郭昌贤 · 金景浩 |